# روب ميرفي (مدرب كرة سلة)
روب ميرفي (بالإنجليزية: Rob Murphy)‏ هو مدرب كرة سلة أمريكي، ولد في 1972 في ديترويت في الولايات المتحدة.